# BBC Earth
BBC Earth este un canal de televiziune britanic ce transmite documentare deținut de BBC. A fost lansat în România pe 9 ianuarie 2013 sub numele BBC Knowledge.

## Istoric
BBC a operat un canal de documentare sub numele BBC Knowledge în Marea Britanie între 1999 și 2002. BBC a lansat canalul de documentare internațional BBC Knowledge în iulie 2007, în Singapore. În România, a fost lansat pe 9 ianuarie 2013, fiind rebranduit ca BBC Earth pe 14 aprilie 2015.

## Programe difuzate de BBC Knowledge
- An de aventuri
- Atracții fatale

- Secretele minții
- Planeta înghețată
- Cu ochii în stele
- Secretele mărilor
- Top 60 animale periculoase
- Pământul supradimensionat
- Responsabilii pentru obezitate
- Viteză și lacrimi
- Top Gear
- Top Gear SUA
- Factomania
- Carisma întunecată a lui Adolf Hitler
- Cum funcționează viața
- 9/11: ziua care a schimbat lumea
- Planeta umană
- Curs rapid cu Richard Hammond
- Micro-universurile naturii
- Pe urmele lui Bin Laden
- Al Doilea Război Mondial: 1941 și Omul de oțel
- Orbita: Călătoria extraordinară a Pământului
- Sahara cu Michael Palin
- Planeta albastră: O istorie naturală a oceanelor
- Polițiștii aerului
- Medicină de primă linie
- Cel mai dur loc de pe pământ
- Louis Theroux: Întoarcerea celei mai detestate familii din America
- Marele Rift: Inima sălbatică a Africii
- Zile care au zguduit lumea
- Șosele periculoase
- Întâmplări ciudate de weekend cu Louis Theroux
- Himalaya cu Michael Palin
- Supraviețuire extremă cu Ray Mears
- Orașe murdare
- Aventurile lui Paul Metron